# Katri Rautio
Katri Rautio (10 de febrero de 1864-31 de marzo de 1952) fue una actriz teatral y cinematográfica finlandesa.

## Biografía
Su verdadero nombre era Wendla Katrina Bengtsson, y nació en San Petersburgo, Rusia, siendo sus padres Sven Bernhard Bengtsson y Gustava Karolina Walin. Se formó en una escuela de la iglesia en San Petersburgo y en una escuela sueca de niñas en Hämeenlinna, además de recibir clases particulares. La actriz Niilo Sala le enseñó el finlandés, y probablemente le despertó el entusiasmo por la actuación, dándole una educación básica.
A los 17 años de edad, en 1880, obtuvo su primer trabajo, empleada por Kaarlo Bergbom, un director teatral fundador del Teatro Nacional de Finlandia, en el cual ella llevó a cabo gran parte de su carrera de actriz. Tras retirarse del Teatro Nacional en el año 1917, Katri Rautio fue directora de la Escuela Nacional de Estudiantes de Teatro y de la Escuela del Teatro Sueco de Helsinki. Además de su faceta teatral, Rautio actuó en tres películas mudas y en una cinta educativa sobre la tuberculosis.
Rautio fue miembro honorario del Sindicato de Actores de Finlandia desde 1917. Por su trayectoria artística, fue premiada en el año 1948 con la Medalla Pro Finlandia. 
Katri Rautio falleció en 1952. En 1883 se había casado con el actor Alex Rautio (1857–1916). Tuvieron un hijo, Markus Rautio, también conocido como Tío Markus, muy conocido por su trabajo en el programa infantil de Yleisradio Lastentunti.

## Filmografía
- 1924 : Suursalon häät
- 1930 : Kajastus
- 1931 : Rovastin häämatkat
- 1933 : Ne 45000